# Une histoire d'amour et de désir
Pour plus de détails, voir Fiche technique et Distribution.
Une histoire d'amour et de désir est un drame romantique français réalisé par Leyla Bouzid et sorti en 2021.

## Synopsis
Un étudiant, issu d'une cité de la banlieue parisienne, rencontre le premier jour de fac une étudiante, tout juste arrivée de Tunisie,,.

## Fiche technique
- Titre original : Une histoire d'amour et de désir
- Réalisation : Leyla Bouzid
- Scénario : Leyla Bouzid
- Photographie : Sébastien Goepfert
- Montage : Lilian Corbeille
- Décors : Léa Philippon
- Costumes : Céline Brelaud
- Musique : Lucas Gaudin
- Production : Sandra Da Fonseca
  - Producteur associé : Bertrand Gore et Nathalie Mesuret
- Sociétés de production : Blue Monday Productions et Arte France Cinéma
  - SOFICA : Cinémage 14
- Société de distribution : Pyramide Distribution
- Pays de production :  France
- Langue originale : français et arabe
- Format : couleur — 2,35:1
- Genre : Drame romantique
- Durée : 102 minutes
- Dates de sortie :
  - France : 
    - 14 juillet 2021 (Cannes 2021)
    - 1er septembre 2021 (en salles)

## Distribution
- Sami Outalbali : Ahmed
- Zbeida Belhajamor : Farah
- Diong-Keba Tacu : Saidou
- Aurélia Petit : Professeure Morel
- Mahia Zrouki : Dalila
- Bellamine Abdelmalek : Karim
- Mathilde La Musse : Léa
- Samir Elhakim : Hakim
- Khemissa Zarouel : Faouzia
- Sofia Lesaffre : Malika

## Accueil
Sélectionné en clôture de la 60e Semaine de la critique, dans le cadre du Festival de Cannes 2021, il y a été bien accueilli.

## Distinctions
Le film remporte ensuite un Valois de diamant au Festival du film francophone d'Angoulême, puis il se voit décerner l'Étalon de bronze au FESPACO 2021.

### Nomination
- César 2022 : Meilleur espoir masculin pour Sami Outalbali